# Courtland Sutton
Courtland Sutton (Brenham, 10 ottobre 1995) è un giocatore di football americano statunitense che milita nel ruolo di wide receiver per i Denver Broncos della National Football League (NFL).

## Carriera universitaria
Al college Sutton giocò a football con gli SMU Mustangs dal 2015 al 2017. Nel 2016 e nel 2017 fu inserito nella formazione ideale dell'Atlantic Coast Conference. Il 22 dicembre 2017 annunciò la sua intenzione di rinunciare all'ultimo anno di college e passare tra i professionisti.

## Carriera professionistica
Sutton fu scelto nel corso del secondo giro (40º assoluto) del Draft NFL 2018 dai Denver Broncos, il secondo ricevitore chiamato. Debuttò come professionista subentrando nella gara del primo turno contro i Seattle Seahawks ricevendo 2 passaggi per 45 yard dal quarterback Case Keenum. La sua stagione da rookie si chiuse con 42 ricezioni per 704 yard e 4 touchdown. Nel 2019 Sutton ricevette 1.112 yard e 6 touchdown, venendo convocato per il suo primo Pro Bowl al posto dell'infortunato DeAndre Hopkins.
Nel secondo turno della stagione 2020 contro i Pittsburgh Steelers Sutton si ruppe il legamento crociato anteriore, chiudendo la sua annata.
Nel settimo turno della stagione 2023 Sutton guidò la squadra con 73 yard ricevute e segnó l'unico touchdown dei Broncos, il suo quinto stagionale, nella vittoria sui Green Bay Packers. A fine anno si classificò quarto nella NFL con 10 touchdown su ricezione.
Nella settimana 9 della stagione 2024 Sutton ricevette 7 passaggi per 122 yard e passó anche un touchdown al compagno Bo Nix ma i Broncos furono sconfitti dai Baltimore Ravens. Nella settimana 12, dopo una partenza lenta (una sola ricezione da 17 yard nel primo tempo), si accesse nel secondo tempo ricevendo 6 passaggi per 78 yard e un touchdown nel solo terzo quarto e chiudendo con 97 yard ricevute e due marcature nella vittoria sui Las Vegas Raiders.
Il 28 luglio 2025 firmò un prolungamento contrattuale di 4 anni con i Broncos, per un valore totale di 92 milioni di dollari.

## Palmarès
- Convocazioni al Pro Bowl: 1

2019